# Youth Runs Wild
Youth Runs Wild è un film del 1944 diretto da Mark Robson.

## Trama
Trascurati dagli adulti - troppo impegnati a far fronte ai problemi della Seconda guerra mondiale - i ragazzi finiscono per lasciarsi andare a ogni sorta di abusi. In quegli anni la delinquenza giovanile divenne un problema assai rilevante negli Stati Uniti. Danny Hauser, reduce ferito in guerra, torna dal fronte e decide di aprire un centro dove assistere i più giovani riuscendo a far loro trovare uno scopo nella vita.